# Piccolo mondo antico (miniserie televisiva)
Piccolo mondo antico è uno sceneggiato televisivo trasmesso dalla RAI nel 1957.
Tratto dall'omonimo romanzo di Antonio Fogazzaro, fu trasmesso in cinque puntate dal Programma Nazionale (oggi Rai Uno) dal 26 ottobre al 23 novembre di quell'anno. La sceneggiatura televisiva è di Silverio Blasi (responsabile anche della regia) e a Carla Ragionieri.
Si tratta dell'ottavo sceneggiato televisivo prodotto dalla Rai nei primi tre anni di vita e il primo tratto da un romanzo italiano.

## Critica
L'Enciclopedia della televisione al lemma sottolinea come la fiction abbia cercato di rimanere aderente alle pagine scritte del romanzo originale di cui vengono ricreati "il pathos e l'intreccio narrativo". All'autore dà voce, in apertura di ogni puntata, Giorgio Albertazzi. Il lavoro si evidenzia anche per il montaggio nervoso e per gli spigliati e veloci movimenti di macchina.

## Cast
Il cast era costituito da attori di vaglia, molti dei quali di formazione teatrale. Oltre agli interpreti principali, fra gli altri:
- Anna Maria Alegiani - Ester Bianchi
- Elvira Betrone - Barbara Pasotti
- Giorgio Calore - Paolo Sala
- Anna Carena - Peppina Bianconi
- Leda Celani - Carolina
- Gastone Ciapini - Giuseppe
- Dorina Coreno - Veronica
- Olinto Cristina - Dottor Alipranti
- Franz Dama - Pinella
- Elio Jotta - Greisberg
- Mario Maranzana - Paolo Pozzi
- Nella Marcacci - Elvira Carabelli
- Italia Martini - Leu
- Giuseppe Pagliarini - Don Giuseppe Costabarbieri
- Lina Paoli - Cia
- Diego Parravicini - Il commissario
- Massimo Pianforini - Giacomo Puttini
- Camillo Pilotto - Pasotti il controllore
- Lucio Rama - Zerboli
- Mara Revel - Maria la perpetua
- Emilio Rinaldi - Carlo Bianconi